# Толмадж, Норма
Норма Толмадж (англ. Norma Talmadge, 2 мая 1894 — 24 декабря 1957) — американская актриса и продюсер времён немого кино, достигшая пика популярности в начале 1920-х годов, когда входила в число самых популярных звёзд американского кино.

## Биография
Норма Толмадж родилась в бедной семье в Джерси-Сити. После того как её отец бросил семью, она с двумя младшими сёстрами Натали и Константс (также ставшими актрисами) осталась на попечении у матери. Актёрскую карьеру Норма Толмадж начала с участия в короткометражках ещё в 1910 году на Восточном побережье, а по достижении определённых успехов и славы в начале 1920-х годов перебралась в Голливуд. Специализируясь в основном на мелодрамах, Толмадж сыграла свою самую знаменитую роль в картине Сидни Франклина «Нежная улыбка» в 1922 году, а помимо этого триумфальными для неё стали роль в драмах Фрэнка Борзейги «Три испытания» (1924), «Леди» (1925), где она также выступила и в качестве продюсера, и «Голубь» (1927). Считается, что именно Норма Толмадж положила начало традиции оставлять отпечатки ног и ладоней перед Китайским театром Граумана, случайно наступив весной 1927 года на влажный бетон перед его входом.
С 1916 по 1934 год актриса была замужем за влиятельным американским продюсером Джозефом Шенком, вместе с которым она создала собственную продюсерскую компанию. На протяжении 1920-х годов Норма Толмадж оставалась одной из самых элегантных и гламурных кинозвёзд, однако к концу эпохи немого кино её популярность пошла на убыль. В 1930 году, после того как два звуковых фильма с её участием провалились в прокате, Толмадж завершила актёрскую карьеру. После развода с Шенком Толмадж ещё дважды была замужем, но ни от одного брака детей у неё не было.
Более поздние годы жизни Толмадж провела в уединении, избегая появлений на публике. Страдая от артрита и будучи зависимой от обезболивающих препаратов, она перебралась в Лас-Вегас, где провела свои последние годы. В 1957 году Норма Толмадж перенесла ряд инсультов, и в канун Рождества того же года скончалась от пневмонии в возрасте 63 лет. На момент смерти её состояние было оценено в 1 млн долларов. Актриса была погребена на кладбище «Hollywood Forever», где позже рядом с ней были похоронены и её сёстры. Её вклад в киноиндустрию США отмечен звездой на Голливудской аллее славы.